# Défense d'atterrir
Pour plus de détails, voir Fiche technique et Distribution.
Défense d'atterrir (hangeul : 비상선언 ; RR : Bisangseongeon, litt. « déclaration d'urgence ») est un film catastrophe sud-coréen réalisé par Han Jae-rim, sorti en 2021.
Il s'agit des faits réels [réf. nécessaire] sur une véritable catastrophe aérienne, dans laquelle un avion a lancé une alerte élevée et déclaré un atterrissage inconditionnel.
Il est sélectionné « hors compétition » en avant-première mondiale au festival de Cannes, en juillet 2021.

## Synopsis
L'ancien chef de police, In-ho (Song Kang-ho), apprend un possible attentat terroriste contre un avion. En pleine enquête, il découvre que le suspect est déjà monté à bord du vol KI501. Jae-hyeok (Lee Byung-hun), malgré son aviophobie, décide de prendre l'avion pour Hawaï, pour le bien de sa fille malade. Le vol KI501 quitte l'aéroport international d'Incheon pour Hawaï, mais, peu de temps après, un homme meurt sans conséquence. Le chaos se propage rapidement, non seulement dans l'avion, mais aussi sur terre. La ministre des Transports, Sook-hee (Jeon Do-yeon), en apprenant cette nouvelle, met en place une force opérationnelle antiterroriste.

## Fiche technique
Sauf indication contraire ou complémentaire, les informations mentionnées dans cette section peuvent être confirmées par la base de données Kmdb
- Titre original : 비상선언
- Titre anglais : Emergency Declaration
- Titre français : Défense d'atterrir
- Réalisation et scénario : Han Jae-rim[1]
- Musique : Lee Byeong-woo
- Décors : Lee Mok-won[1]
- Costumes : Chae Kyung-hwa[1]
- Photographie : Lee Mo-gae et Park Jong-cheol
- Son : Kim Suk-won
- Montage : Han Jae-rim, Kim Woo-hyun et Lee Kang-il[1]
- Production : Han Jae-rim, Back Chang-ju, Eum Zoo-young[1]
- Production déléguée : Kim Do-soo[1]
- Sociétés de production : Magnum9[1] ; Cinezoo[5] et CJ Entertainment (coproductions)
- Société de distribution : Showbox
- Budget : 26 milliards de won[6]
- Pays de production :  Corée du Sud
- Langue originale : coréen
- Format : couleur
- Genres : catastrophe ; action, drame, thriller
- Durée : 147 minutes
- Dates de sortie :
  - France : 16 juillet 2021 (avant-première mondiale au festival de Cannes) ; 30 novembre 2022 (DVD et VAD)
  - Corée du Sud : 3 août 2022
- Classification :
  - France : Tout public lors de sa sortie en vidéo à la demande et déconseillé aux moins de 10 ans à la télévision.

## Distribution
- Song Kang-ho (VFB : Karim Barras) : Gu In-ho, l'enquêteur
- Lee Byung-hun (VFB : Philippe Allard) : Park Jae-hyuk, le passager
- Jeon Do-yeon (VFB : Claire Tefnin) : Kim Sook-hee, la ministre
- Kim Nam-gil (VFB : Simon Duprez) : Hyeon-soo, le pilote
- Im Si-wan (VFB : Alexis Flamant) : Ryu Jin-seok, le passager
- Kim So-jin (en) (VFB : Audrey d'Hulstère) : Kim Hee-jin, l'hôtesse de l'air
- Park Hae-joon (en) (VFB : Alexandre Crépet) : Park Tae-su, le directeur du centre
- Sang-hyun Lee (VFB : David Manet) : Jang Yoon-seok, le capitaine
- Hyun Bong-sik (VFB : Alessandro Bevilacqua) : Park Yoon-chul
- Woo Mi-hwa (en) (VFB : Fabienne Loriaux) : Hye-yoon
- Kim Bo-min (VFB : Noa Lecot) : Soo-min

## Production
Le 29 août 2019, CJ Entertainment confirme que les acteurs Song Kang-ho et Lee Byung-hun sont engagés pour interpréter leur rôle dans le film Emergency Declaration de Han Jae-rim.
Le 30 mars 2020, on apprend que le film est suspendu en raison de la pandémie de Covid-19. En mai, la distribution des rôles est complétée, dans laquelle on trouve Song Kang-ho, Lee Byung-hun, Jeon Do-yeon, Kim Nam-gil, Yim Si-wan, Kim So-jin et Park Hae-joon.
Le tournage commence en mai 2020. En août, il est suspendu en raison de la pandémie de Covid-19, et reprend le 12 septembre Il s'achève le 24 octobre de la même année,.

## Accueil
Le film est sélectionné et sera présenté « hors compétition », le 16 juillet 2021 en avant-première mondiale au festival de Cannes,,.
La sortie nationale en Corée du Sud est prévue en janvier 2022, mais, en raison de la nouvelle vague de la pandémie de Covid-19, elle est annulée. En juillet 2022, on annonce que le film sortira le 3 août 2022 en salles,.

## Distinction

### Sélection
- Festival de Cannes 2021 : hors compétition